# 中村篤郎
中村 篤郎（なかむら あつろう、1994年4月11日 - ）は、ジャパンラグビーリーグワン・ルリーロ福岡に所属するラグビー選手。

## プロフィール
- 熊本県出身[1]。
- ポジションはフッカー(HO)。
- 身長 173cm、体重 100kg。

## 略歴
2013年、熊本西高校卒業後、流通経済大学に入る。なお熊本西高校時代、高校日本代表候補に選ばれたことがある。
2017年、流通経済大学卒業後、コカ・コーラレッドスパークスに加入。同年10月7日に行われたジャパンラグビートップリーグ第7節の東芝ブレイブルーパス戦にて途中出場で公式戦初出場を果たす。
2022年、三菱重工相模原ダイナボアーズに加入。
2024年にダイナボアーズを退団し、ルリーロ福岡に加入した。